# Päpstliches Lombardisches Priesterseminar

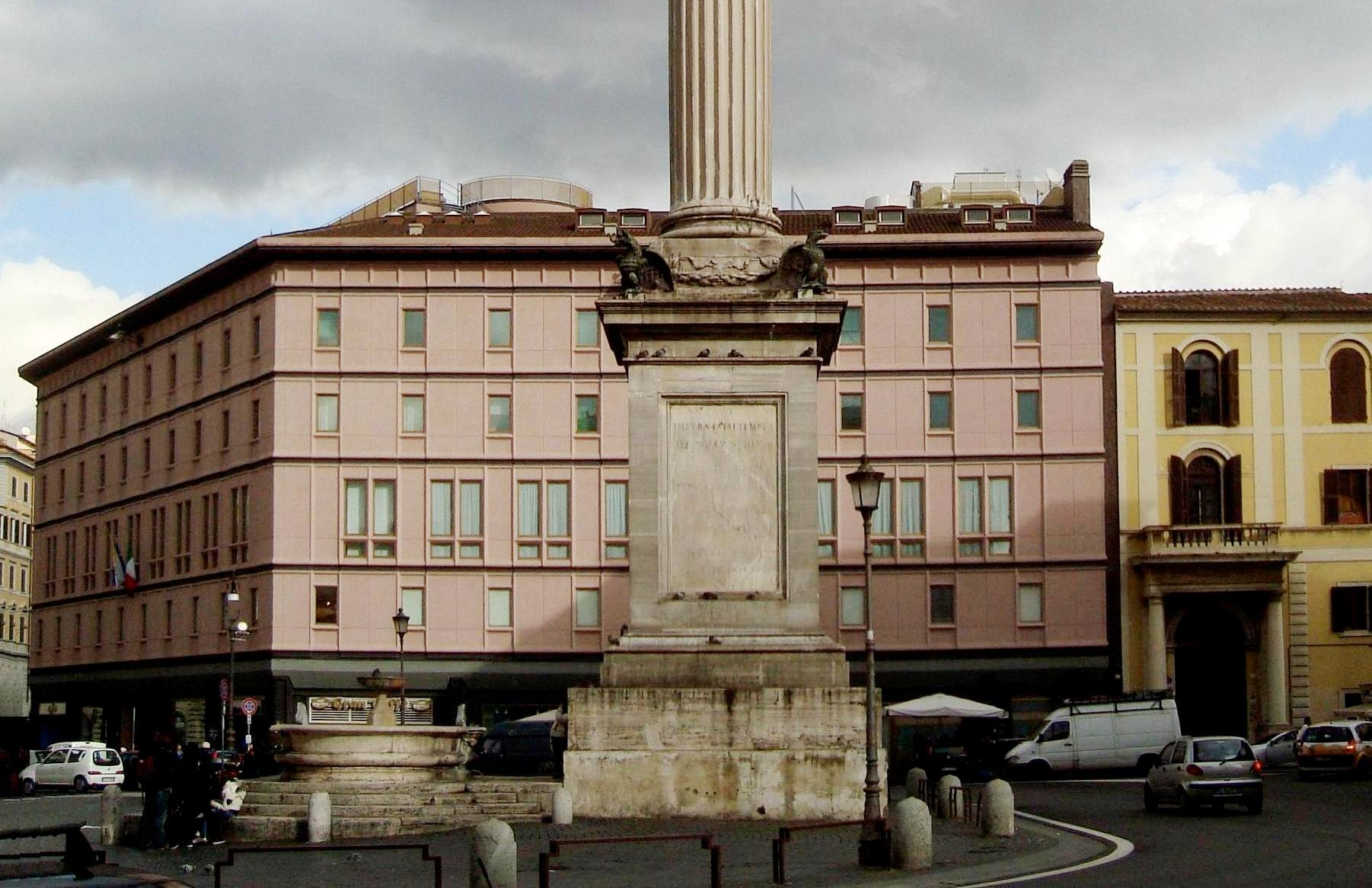
Pontificio Seminario Lombardo östlich der Basilika Santa Maria Maggiore

Das Päpstliche Lombardische Seminar der Heiligen Ambrosius und Karl (it. Pontificio Seminario Lombardo dei santi Ambrogio e Carlo in Urbe; kurz Pontificio Seminario Lombardo) ist ein Priesterseminar in Rom.
Das Lombardische Seminar wurde 1854 durch die Bischöfe der Lombardei gegründet und am 15. Dezember 1890 durch Papst Leo XIII. mit dem Breve In supremo errichtet. Ursprünglich diente das Seminar der Weiterbildung von Priestern der Lombardei.
Unter Rektor Francesco Bertoglio war das (damalige) Seminargebäude 1943 Zufluchtsort von 65 verfolgten Juden, die vor dem Abtransport nach Auschwitz gerettet wurden. Bertoglio erhielt dafür 2011 postum vom Staat Israel die Auszeichnung Gerechter unter den Völkern.
Das Seminar der Bischofskonferenz der Lombardei steht in einem Verhältnis besonderer Abhängigkeit vom Heiligen Stuhl und fördert die Studierenden an den Päpstlichen Universitäten. Es steht auch nichtlombardischen und nichtitalienischen Geistlichen offen. Das heutige Seminargebäude an der Piazza di Santa Maria Maggiore 5 wurde ab 1963 erbaut und am 11. November 1965 von Papst Paul VI. eröffnet, der als Student im alten Lombardisches Seminar gelebt und studiert hatte.

## Rektoren
- Antonio Muller (1863–1870)
- Ernesto Fontana (1878–1894)
- Alessandro Lualdi (1894–1904)
- Angelo Rotta (1904–1911)
- Rodolfo Caprioli (1911–1913)
- Ettore Baranzini (1920–1933)
- Francesco Bertoglio (1933–1961)
- Ferdinando Maggioni (1961–1967)
- Antonio Fustella (1967–1969)
- Luigi Belloli (1969–1987)
- Dionigi Tettamanzi (1987–1989)
- Diego Coletti (1989–2000)
- Tullio Citrini (2000–2014)
- Ennio Apeciti (2014– )